# Beber los vientos
Beber los vientos es una metáfora poética que expresa el deseo vehemente que una persona siente por otra o por algo más o menos inalcanzable. Su origen, según Julio Cejador y Frauca en su Historia de la lengua y literatura castellana (1915), son los perros de caza venteadores, que, al olfatear el aire en busca de la presa, parece como si lo estuvieran bebiendo.
Antiguamente se decía también "beber los vientos y los elementos". Una de las referencias más antiguas la da el maestro Gonzalo Correas en su obra Vocabulario de refranes y frases proverbiales y otras formas comunes de la lengua castellana, obra del primer tercio del siglo XVII, que lo explica así: "beber los vientos y los elementos: dícese de un enamorado, bebe los vientos por fulano, y del que anda en pretensión que mucho desea". Por su parte, ya en 1775, Francisco Gregorio de Salas, en sus Poesías serias y jocosas, satiriza a cierto sujeto que frecuentaba una taberna más que por beber, a causa de estar enamorado de la tabernera:

Con diferentes intentos
que a beber viene imagino
por él en sus pensamientos
por el vaso bebe vino
pero por ella los vientos.